# Zerendi audany
Zerendi audany (kazakiska: Зеренді ауданы, ryska: Зерендинский район: Zerendinskij rajon) är ett distrikt i Kazakstan. Det ligger i oblystet Nordkazakstan, i den norra delen av landet, 250 km nordväst om huvudstaden Astana. Huvudort är Zerendi.